# フィッシャー方程式
フィッシャー方程式（フィッシャーほうていしき、英: Fisher equation）とは、アメリカ合衆国の経済学者アーヴィング・フィッシャーが提唱した、名目金利、実質金利、インフレ率（物価上昇率）の間の関係式で、名目金利 = 実質金利 + インフレ率 と表される。金利とインフレ率の期間は合わせる必要があるため、これからの契約に対してはインフレ率が確定していないので未来の分の期待インフレ率となり、名目金利 = 実質金利 + 期待インフレ率 となる。
より形式的な表記では、iを名目金利、rを実質金利、πをインフレ率とし、(1 + i) = (1 + r) (1 + π) 。ただし、r×π が十分0に近ければ i = r + π または r = i - π として問題がない。

## 概要
まず、過去～現在（ex-ante, 事前）に起きた現象は以下の関係性が成立する。
事前的実質金利 ＝ 事前的名目金利 ー 事前的インフレ率
例えば、1年前に、自分が100万円の商品を購入する際の代金は銀行から名目金利5%で借り、その後1年間の物価の変動（インフレ率）が4%だったとする。借金を現在返済すると105万円を支払う必要があるが、100万円だった商品の価値は物価の変動に伴い104万円となっているため、実質的には差し引き1万円つまり1%の支払いですむ。上記の式で言えば 1% = 5% - 4% となる。
そして、この関係性を現在～未来（ex-post, 事後）に置き換えると以下の式になる。この学問分野に大きく貢献したのは、アメリカの経済学者であるアーヴィング・フィッシャーであり、この方程式はフィッシャー方程式と呼ばれる。期待インフレ率（英: expected inflation rate）は予想インフレ率とも和訳される。金利とは未来に支払う利子に対してつくものなので、同じようにインフレ率も未来のインフレ率を使用する必要があり、そのため過去のインフレ率では無く、期待インフレ率を使用する。
実質金利 ＝ 名目金利 ー 期待インフレ率

### フィッシャー方程式の厳密解
金利差を取るのは近似であり、厳密には、倍率 = 1 + 変化率 とした時に、以下の関係性が成立している。
実質金利の倍率 ＝ 名目金利の倍率 ÷ 期待インフレ率の倍率
冒頭の例も、105万円の返済は、1年前の価値に直すには 1.04 で割り、105万円 ÷ 1.04 ＝ 100.96万円であり、つまり、本当の実質金利は0.96%である。
上記の式は、倍率 = 1 + 変化率 より、以下のように変形できる。
1 + 名目金利 ＝ (1 + 実質金利) × (1 + 期待インフレ率)
そして、実質金利も期待インフレ率も 0 に近ければ、実質金利 × 期待インフレ率が 0 と近似できることより、式を展開して、実質金利 ＝ 名目金利 ー 期待インフレ率 と近似できる。金利の引き算にした方が扱いやすいので、この近似が使われている。厳密解のまま引き算にしたい場合は、両辺の対数を取り、倍率の対数で扱えば割り算を引き算に変換できる。これらの導出方法の詳細は en:Fisher equation を参照。

## 債券
債券において、借入額と返済額は通常インフレ調整前の名目の金額で示される。しかし、インフレ率が0%よりも大きい場合は、将来返済される金額は、今日借りられる金額よりも価値が低くなる。債券の真の経済性を計算するには、将来のインフレ率を考慮して名目金利を調整する必要がある。

### インフレ連動債
フィッシャー方程式は、債券の分析に使用できる。債券の実質収益率は、名目金利から予想インフレ率を差し引いたものとほぼ同じである。しかし、実際のインフレが債券の存続期間中に予想インフレを超える場合、債券保有者の実質収益率は低下してしまう。このリスクは、米国財務省のインフレ保護証券などのインフレ連動債がインフレの不確実性を排除するために作成した理由の1つである。インフレ連動債の保有者は、債券の実際の金利（元本と利息）がインフレの影響を受けないことが保証されている 。

### 費用便益分析
Steve Hanke (英語版) 、Philip Carver、およびPaul Bugg（1975）などが述べているように、正確なフィッシャー方程式が適用されない場合、費用便益分析は大きく歪む可能性がある。価格と金利は両方とも、実質または名目で予測する必要がある。

### 金融政策
フィッシャー方程式は、「実質金利が金融政策の影響を受けず、したがって期待インフレ率の影響を受けない」と主張するフィッシャー仮説において重要な役割を果たす。実質金利が固定されている場合、予想インフレ率の特定のパーセント変化は、方程式によれば、必然的に同じ名目金利の等しいパーセント変化に対応する。